# ماديون (فلم)
ماديون (بالإنجليزية: Materialists) هو فيلم كوميدي رومانسي أمريكي من تأليف وإخراج سيلين سونغ وبطولة داكوتا جونسون وكريس إيفانز وبيدرو باسكال.تدور أحداث الفيلم في ظل ثقافة المواعدة الفاخرة في مدينة نيويورك، ويتناول مثلثاً عاطفياً بين خبيرة علاقات، وحبيبها السابق الممثل الطموح، ومليونير جذّاب.
يمثل الفيلم العمل الروائي الطويل الثاني لـ سيلين سونغ بعد حيوات سابقة (2023)، ويواصل استكشافها لموضوعات الحميمية، والهوية، والعلاقات الحديثة. أُنتج من قبل شركتي كيلر فيلمز وتو إيه إم، وتم إصداره في الولايات المتحدة عن طريق شركة إيه 24 في 13 يونيو 2025، بينما تولت سوني بيكتشرز ريليسينغ إنترناشونال التوزيع العالمي. وقد حظي الفيلم بتقييمات إيجابية بشكل عام من النقاد.
من المقرر إصداره في الولايات المتحدة في 13 يونيو 2025 بواسطة A24 ودوليًا بواسطة سوني بيكتشرز.

## القصة
تحولت الممثلة الفاشلة لوسي ميسون إلى وسيطة زواج ناجحة تعمل في شركة آدور للتوفيق بين الأزواج في مدينة نيويورك. وهي عازبة "أبدية" اختارت العزوف عن العلاقات طوعًا، وتؤمن بأنها إما ستموت وحيدة أو تتزوج من رجل ثري. ورغم نجاحها المهني، تشعر بالإحباط من معايير زبائنها التي أصبحت غير واقعية بشكل متزايد. حتى زبونتها القديمة صوفي، التي أصبحت على استعداد لتقليل معاييرها والتساهل، لم تتمكن من الوصول إلى موعد ثانٍ مع أي شخص.
تحضر لوسي حفل زفاف عميلة سابقة، وهو التاسع الذي تسهم فيه في مشوارها المهني. تكون العروس في حالة انهيار، معتقدة أنها تتزوج لأسباب سطحية وبسبب شعورها بالواجب، لكن لوسي تقنعها في النهاية بالمضي قدمًا. وخلال حفل الاستقبال، يقترب منها الممول هاري كاستيلو، شقيق العريس، بعد أن سمع عرضها الترويجي لأشخاص عازبين آخرين. يُبدي اهتمامًا بها، لكنها تصده وتقترح عليه أن يصبح عميلاً في آدور.
تصادف لوسي أيضًا حبيبها السابق جون فينتش، الذي يعمل نادلاً في الحفل وما زال يواصل سعيه في مجال التمثيل. يتبادلان الذكريات عن علاقتهما السابقة، التي انتهت بسبب مشاكلهما المالية، مثل تناولهما طعامًا من عربة حلال في ذكرى علاقتهما.
يواصل هاري مغازلة لوسي ويأخذها إلى مطاعم فاخرة. تشكك لوسي في دوافعه، معتقدة أنه يستطيع الحصول على شريكة أفضل، لكنه يطمئنها بأن اهتمامه بها صادق. تبدأ علاقتهما بشكل رسمي، ويؤثر هذا بشكل إيجابي على عمل لوسي؛ حيث يخبرها مارك، آخر تطابق لصوفي، أنه استمتع بالموعد ويرغب في لقائها مرة أخرى. غير أن ثقتها تهتز حين تبلغها مديرة الشركة، فايلوت، أن مارك اعتدى على صوفي، وأن الأخيرة تقاضي الشركة.
تحضر لوسي وهاري عرضًا مسرحيًا يلعب فيه جون دور البطولة. وبينما يبدو أن جون لا يزال متألمًا عاطفيًا، يدعوهما للانضمام إلى فريق العمل بعد العرض. تحاول لوسي شرح مشاعرها لجون في محادثة خاصة، لكنه يرد بأسلوب بدا متعالياً، فتغادر برفقة هاري.
رغم تحذير فايلوت لها بعدم التواصل مع صوفي بسبب القضية، تذهب لوسي لتعتذر منها شخصيًا. ترفض صوفي الاعتذار وتصفها بأنها "قوادة" تحاول التخلص من الزبائن الصعبين على أي رجل بغض النظر عن العواقب.
بينما تستعد لوسي للسفر إلى آيسلندا مع هاري، تجد خاتم خطوبة في حقيبته، ولاحقًا تكتشف أنه خضع لجراحة تطويل الساقين لزيادة طوله. يُصر على أن هذا التغيير غيّر حياته للأفضل، لكنه يشعر بالإحباط من اكتشافها للأمر. تسأله إن كان هذا يغير شيئًا في مشاعرها، وبالرغم من أنه لا يفعل، تدرك لوسي أن علاقتهما تقوم على "مطابقة الشروط" وليس على الحب الحقيقي. فيقرران الانفصال وديًا.
لأنها أجّرت شقتها بسبب الرحلة، تجد لوسي نفسها بلا مأوى فتتوجه إلى جون، الذي يقترح الذهاب سويًا إلى الريف بالمال الذي كسبه من العرض المسرحي. في حفل زفاف يتسللان إليه، تقبله. وعندما يسألها إن كانا سيعودان لبعضهما، تبدي لوسي حيرتها بشأن قيمها المتضاربة. يعترف جون بأنه لطالما أحبها ويتصور مستقبلًا معها، بينما تعترف لوسي بأنها في السابق سمحت لصعوبات جون المادية أن تطغى على مشاعر الحب بينهما.
تتلقى لوسي مكالمة مذعورة من صوفي؛ مارك يقف خارج شقتها والشرطة ترفض التدخل. تسرع لوسي وجون إلى المدينة، لكن مارك كان قد غادر. تساعد لوسي صوفي في تقديم طلب أمر تقييدي، وتتصلح علاقتهما. قبل أن يودّعها، يتوسل جون إلى لوسي ليعيدا علاقتهما، واعدًا بأن يعمل بجهد أكبر لدعمها، فتوافق.
لاحقًا، تبدأ صوفي بمواعدة شريك جديد عبر آدور؛ كما أن هاري أصبح عميلاً أيضًا. تعرض فايلوت على لوسي ترقية لقيادة فرع نيويورك، فتخبرها بأنها كانت تنوي الاستقالة، لكنها توافق على التفكير في العرض. خلال غداء عادي في سنترال بارك، يطلب جون يدها للزواج، فتقبله وتوافق. وتُظهر مشاهد النهاية أزواجًا متنوعين، من بينهم لوسي وجون، وهم يحصلون على تراخيص الزواج من مكتب المدينة.

## الممثلون
- داكوتا جونسون في دور لوسي
- كريس إيفانز في دور جون
- بيدرو باسكال في دور راندي
- زوي وينترز
- مارين أيرلند
- داشا نيكراسوفا
- لويزا جاكوبسون
- سوير سبيلبرغ
- إيدي كاهيل

## الإنتاج
أُعلن عن الفيلم، الذي كتبته وأخرجته سيلين سونغ، في فبراير 2024، مع المنتجين كريستين فاشون وباميلا كوفلر من شركة كيليرز فيلم، وديفيد هينوجوسا من شركة 2AM. وكان من المقرر أن تقوم داكوتا جونسون وكريس إيفانز وبيدرو باسكال ببطولة الفيلم. في الشهر نفسه، أفاد موقع ددلاين هوليوود أن المنتجين كانوا يبحثون عن ممولين واعتماد A24 كوكيل مبيعات دولي وموزع محلي، مما أدى إلى العثور على مستثمرين في سوق الأفلام الأوروبية للفيلم. شاركت IPR.VC في تمويل الفيلم.
بعد أسبوعين، أفاد موقع ددلاين أن شركة سوني بيكتشرز، في صفقة بقيمة ثمانية أرقام، حصلت على الحقوق الدولية للفيلم باستثناء روسيا والصين واليابان.
بدأ التصوير الرئيسي في 29 أبريل 2024 في مدينة نيويورك وانتهى التصوير في 6 يونيو. في مايو 2024، أُعلن عن انضمام زوي وينترز وداشا نيكراسوفا ولويزا جاكوبسون ومارين أيرلند إلى فريق التمثيل. قام المصور السينمائي الأنتيغواني شابير كيرشنر بتصوير المشروع باستخدام كاميرا فيلم 35 ملم، مسجلاً بذلك تعاونه الثاني مع سونغ بعد فيلم حياة الماضي (2023).

## روابط خارجية
- مقالات تستعمل روابط فنية بلا صلة مع ويكي بيانات